# Jeonju International Film Festival
Das Jeonju International Film Festival (JIFF) findet jährlich im Mai in der südkoreanischen Stadt Jeonju statt. Es genießt innerhalb Südkoreas einen exzellenten Ruf, ist eine Stütze für Südkoreas Arthouse-Kino und die Vorstellungen sind meist ausverkauft.

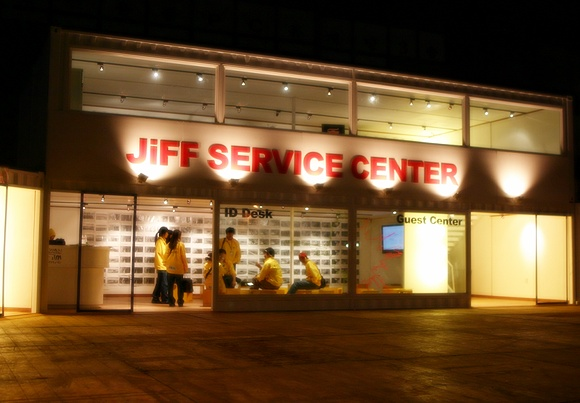
Informationszentrum des JIFF

Das Festival fand erstmals im Jahr 2000 statt und rückt Independent- und experimentelle Filme in den Fokus.